# سایمون و گارفانکل
پل سایمون و آرت گارفانکل، اعضای گروه موسیقی معروفی در دهه ۶۰ و ۷۰ میلادی هستند که معمولاً به نام سایمون و گارفانکل شناخته می‌شوند.
دو هنرمند ابتدا در دبستان با یکدیگر آشنا شدند و همکاری خود آغاز کردند. گروه در دهه ۱۹۷۰ از هم فرو پاشید.
برخی از ترانه‌های معروف گروه عبارت‌اند از: صدای سکوت (که موسیقی اصلی فیلم فارغ‌التحصیل بود)، خانم رابینسون، بوکسور و el condor pasa

## آلبوم‌شناسی
- ۱۹۶۴: چهارشنبه صبح، ساعت ۳ صبح
- ۱۹۶۶: صدای سکوت
- ۱۹۶۶: Parsley, Sage, Rosemary and Thyme
- ۱۹۶۸: پایان کتاب‌ها
- ۱۹۷۰: پلی بر روی آبهای مشکلات